# Никарагуа на летних Олимпийских играх 1968
Никарагуа принимала участие в Летних Олимпийских играх 1968 года в Мехико (Мексика) в первый раз за свою историю, но не завоевала ни одной медали. Сборная страны состояла из 11 спортсменов (все — мужчины).